# Augustin Hilty
Augustin Hilty (ur. 13 października 1896 w Schaan, zm. 16 lipca 1955 tamże) – liechtensteiński strzelec, olimpijczyk. 
Brał udział w igrzyskach olimpijskich w 1936 (Berlin). Wystartował tylko w konkurencji karabinu małokalibrowego leżąc z odl. 50 m, w której zajął 44. miejsce ex aequo z sześcioma zawodnikami.

## Wyniki olimpijskie
| Igrzyska | Konkurencja                       | Wynik       | Miejsce     | Źródło |
| -------- | --------------------------------- | ----------- | ----------- | ------ |
| IO 1936  | Karabin małokalibrowy leżąc, 50 m | 288 punktów | 44T (na 66) | [ 2 ]  |